# Eustache Bérat
 (juillet 2013).
Pour l’article homonyme, voir Bérat.
Eustache Bérat, né à Rouen le 4 décembre 1791 et mort à Granville le 29 novembre 1884, est un professeur de dessin, musicien et chansonnier français.

## Biographie

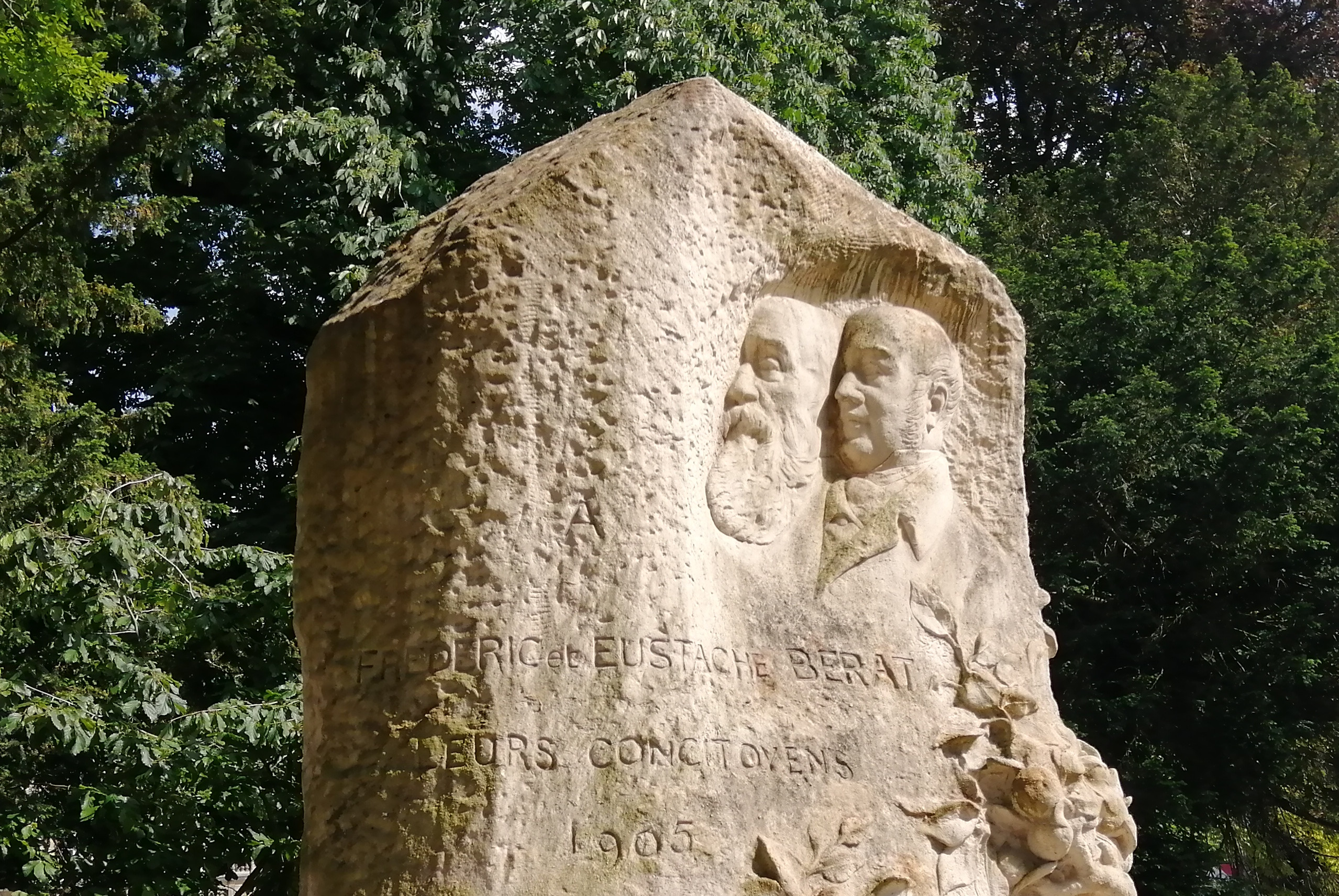
Frédéric et Eustache Bérat par Alphonse Guilloux au square Verdrel à Rouen.

Né au no 23 de la rue Saint-Étienne des-Tonneliers, Bérat était le troisième des sept fils du négociant en « cuir, huile et bleu de Prusse » Jean-Charles Bérat. Il composait les paroles et la musique de ses chansons, comme son frère Frédéric, qui devait en quelque sorte éclipser son ainé, car, des deux frères, c’est Eustache qui se produisit le premier comme chansonnier, et Frédéric ne fit que suivre son ainé dans cette voie.
Une des physionomies les plus originales et les plus populaires de la Normandie, le « père Bérat », comme on l’appelait familièrement, étudia le violon dans sa jeunesse, puis l’abandonna pour la guitare, sur laquelle il acquit un talent étonnant et bizarre, écrivant pour cet instrument un certain nombre de morceaux qui furent publiés, à Paris, mais il employait un doigté si étrange et si difficile que ces morceaux étaient injouables pour d’autres que lui.
Il était l’auteur de plusieurs chansonnettes, dont quelques-unes quelques-unes sont devenues très populaires, comme l’Amour marchand de meubles, le Feu, Colette vaut mieux que cela, mais surtout J’ai retrouvé man coutiau, la plus connue. La renommée d’Eustache Bérat comme chansonnier a été absorbée par celle de son frère Frédéric, à qui même on a attribué à tort quelques-unes de ses compositions, entre autres la chanson : J’ai perdu mon coutiau, dont le succès fut énorme dans les années 1840. Il publia ainsi un assez grand nombre de romances et de chansonnettes, dont quelques-unes d’un comique achevé ont eu leur heure de célébrité, et qu’il chantait volontiers lui-même, dans le monde, avec une verve prodigieuse : la Lanterne magique, Tac-Tac, le Rieur, la Musette, l’Amour ménétrier, les Souvenirs d’enfance, Babet, etc.
Après avoir été professeur de dessin au lycée de Rouen, Bérat quitta Rouen vers 1855 pour vivre paisiblement retiré à Neuilly, conservant un souvenir attendri de son frère. Il songeait alors à la publication d’un recueil de poésies légères, mais ce projet n’a pas eu de suites. Le sculpteur Dantan avait fait la charge d’Eustache Bérat, et son portrait a été gravé par François Gelée, ancien prix de Rome, d’après le peintre rouennais Édouard-Auguste Melotte (musée des beaux-arts de Rouen). Outre quantité de chansonnettes célèbres, il avait également publié des vers et élégies. Il dessinait également d’une façon très originale, et ses croquis comiques étaient extrêmement curieux.

## Publications
- Visite d’un ancien Moine des Chartreux à la Colonie agricole du Petit-Quevilly, recueil en vers, impr. de F. et A. Lecointe frères, Rouen, 1850, in-8o, 4 p.
- Promenade au Val-de-la-Haye, élégie, Rouen, impr. de E. Périaux, gd. in-8o, 6 p.
- Mes adieux à Rouen, stances, Rouen, 1852, in-4°, 4 p.
- À Frédéric Bérat, élégie dédiée aux Rouennais, Rouen, impr. de F. et A. Lecointe frères, 1855, in-4°.
- À Rouen, ma ville natale, Rouen, impr. de E. Cagniard, 1867, in-8o.
- Épitre aux mauvais riches, Conseils d’un père à son fils à son entrée dans le monde, Rouen, impr. de E. Cagniard, 1869, in-8o, 10 p.

## Sources
- François-Joseph Fétis, Biographie universelle des musiciens et biographie générale de la musique, t. 2, Bruxelles, Firmin-Didot, 1881, p. 73.